# Laguna Uspaccocha
Uspaccocha es una laguna en los Andes del Perú, ubicada en el departamento de Apurímac, provincia de Abancay, distrito de Abancay. Está situada en el Santuario nacional de Ampay, al norte de la ciudad de Abancay.